# Fuertesimalva insularis
Fuertesimalva insularis är en malvaväxtart som först beskrevs av Thomas Henry Kearney, och fick sitt nu gällande namn av P.A. Fryxell. Fuertesimalva insularis ingår i släktet Fuertesimalva och familjen malvaväxter. Inga underarter finns listade i Catalogue of Life.